# Adam Thomas Wright
Adam Thomas Wright (* 8. November 2000 in Essex) ist ein englischer Schauspieler.

## Leben
Adam Thomas Wright wurde im Jahr 2000 in Essex geboren. Bis 2011 wurde er zuhause unterrichtet, danach ging er an die Susi Earnshaws Theatre School in London und wechselte 2015 ans University Technical College in Elstree. Wright hatte seit 2011 verschiedene Rollen in Film- und Fernsehproduktionen inne.

## Filmografie (Auswahl)
- 2011: The Awakening
- 2013: Der Medicus[6]
- 2014: The Missing (Fernsehserie, 2 Folgen)
- 2014: Altar – Das Portal zur Hölle
- 2016: The Windmill Massacre